# Abierto Mexicano de Tenis 2019 - Qualificazioni singolare femminile
Le qualificazioni del singolare femminile dell'Abierto Mexicano de Tenis 2019 sono state un torneo di tennis preliminare per accedere alla fase finale della manifestazione. Le vincitrici dell'ultimo turno entraranno di diritto nel tabellone principale. In caso di ritiro di una o più giocatrici aventi diritto a queste sono subentreranno le lucky loser, ossia le giocatrici che hanno perso nell'ultimo turno ma che avevano una classifica più alta rispetto alle altre partecipanti che avevano comunque perso nel turno finale.

## Teste di serie
1. Irina Khromacheva (primo turno)
2. Ysaline Bonaventure (qualificata)
3. Christina McHale (qualificata)
4. Conny Perrin (qualificata)
5. Verónica Cepede Royg (primo turno)
6. Sofya Zhuk (ultimo turno)

1. Tereza Martincová (ultimo turno)
2. Danielle Lao (primo turno)
3. Kimberly Birrell (primo turno)
4. Astra Sharma (primo turno)
5. Kathinka von Deichmann (primo turno)
6. Martina Trevisan (ultimo turno, lucky loser)

## Qualificate
1. Beatriz Haddad Maia
2. Ysaline Bonaventure
3. Christina McHale

1. Conny Perrin
2. Irina Bara
3. Varvara Flink

### Lucky loser
1. Martina Trevisan

## Tabellone

### Legenda
| - Q = Qualificato - WC = Wild card - LL = Lucky loser | - ALT = Alternate - SE = Special Exempt - PR = Protected Ranking | - w/o = Walkover - r = Ritirato - d = Squalificato |

### Sezione 1
|  | Primo turno | Primo turno         | Primo turno         | Primo turno | Primo turno |  |  | Ultimo turno | Ultimo turno        | Ultimo turno | Ultimo turno | Ultimo turno |  |
|  |             |                     |                     |             |             |  |  |              |                     |              |              |              |  |
|  | 1           | Irina Khromacheva   | Irina Khromacheva   | 1           | 5           |  |  |              |                     |              |              |              |  |
|  | WC          | Giuliana Olmos      | Giuliana Olmos      | 6           | 7           |  |  | WC           | Giuliana Olmos      | 3            | 6            | 3            |  |
|  |             | Beatriz Haddad Maia | Beatriz Haddad Maia | 6           | 6           |  |  |              | Beatriz Haddad Maia | 6            | 3            | 6            |  |
|  | 9           | Kimberly Birrell    | Kimberly Birrell    | 1           | 1           |  |  |              |                     |              |              |              |  |

### Sezione 2
|  | Primo turno | Primo turno         | Primo turno         | Primo turno | Primo turno |  |  | Ultimo turno | Ultimo turno        | Ultimo turno | Ultimo turno | Ultimo turno |  |
|  |             |                     |                     |             |             |  |  |              |                     |              |              |              |  |
|  | 2           | Ysaline Bonaventure | Ysaline Bonaventure | 6           | 7           |  |  |              |                     |              |              |              |  |
|  |             | Katarina Zavatska   | Katarina Zavatska   | 1           | 62          |  |  | 2            | Ysaline Bonaventure | 7            | 3            | 6            |  |
|  |             | Nadia Podoroska     | Nadia Podoroska     | 2           | 2           |  |  | 12           | Martina Trevisan    | 5            | 6            | 3            |  |
|  | 12          | Martina Trevisan    | Martina Trevisan    | 6           | 6           |  |  |              |                     |              |              |              |  |

### Sezione 3
|  | Primo turno | Primo turno            | Primo turno            | Primo turno | Primo turno |  |  | Ultimo turno | Ultimo turno      | Ultimo turno      | Ultimo turno | Ultimo turno |  |
|  |             |                        |                        |             |             |  |  |              |                   |                   |              |              |  |
|  | 3           | Christina McHale       | Christina McHale       | 6           | 6           |  |  |              |                   |                   |              |              |  |
|  |             | Katie Swan             | Katie Swan             | 0           | 3           |  |  | 3            | Christina McHale  | Christina McHale  | 6            | 7            |  |
|  | WC          | Ana Sofía Sánchez      | Ana Sofía Sánchez      | 6           | 7           |  |  | WC           | Ana Sofía Sánchez | Ana Sofía Sánchez | 3            | 63           |  |
|  | 11          | Kathinka von Deichmann | Kathinka von Deichmann | 3           | 65          |  |  |              |                   |                   |              |              |  |

### Sezione 4
|  | Primo turno | Primo turno                 | Primo turno                 | Primo turno | Primo turno |  |  | Ultimo turno | Ultimo turno       | Ultimo turno | Ultimo turno | Ultimo turno |  |
|  |             |                             |                             |             |             |  |  |              |                    |              |              |              |  |
|  | 4           | Conny Perrin                | Conny Perrin                | 6           | 6           |  |  |              |                    |              |              |              |  |
|  | WC          | María José Portillo Ramírez | María José Portillo Ramírez | 1           | 1           |  |  | 4            | Conny Perrin       | 4            | 7            | 6            |  |
|  | WC          | Victoria Rodríguez          | 4                           | 6           | 6           |  |  | WC           | Victoria Rodríguez | 6            | 68           | 2            |  |
|  | 8           | Danielle Lao                | 6                           | 3           | 4           |  |  |              |                    |              |              |              |  |

### Sezione 5
|  | Primo turno | Primo turno          | Primo turno          | Primo turno | Primo turno |  |  | Ultimo turno | Ultimo turno      | Ultimo turno | Ultimo turno | Ultimo turno |  |
|  |             |                      |                      |             |             |  |  |              |                   |              |              |              |  |
|  | 5           | Verónica Cepede Royg | Verónica Cepede Royg | 65          | 2           |  |  |              |                   |              |              |              |  |
|  |             | Irina Bara           | Irina Bara           | 7           | 6           |  |  |              | Irina Bara        | 3            | 6            | 7            |  |
|  |             | Karman Thandi        | Karman Thandi        | 65          | 3           |  |  | 7            | Tereza Martincová | 6            | 2            | 65           |  |
|  | 7           | Tereza Martincová    | Tereza Martincová    | 7           | 6           |  |  |              |                   |              |              |              |  |

### Sezione 6
|  | Primo turno | Primo turno    | Primo turno    | Primo turno | Primo turno |  |  | Ultimo turno | Ultimo turno  | Ultimo turno | Ultimo turno | Ultimo turno |  |
|  |             |                |                |             |             |  |  |              |               |              |              |              |  |
|  | 6           | Sofya Zhuk     | Sofya Zhuk     | 6           | 6           |  |  |              |               |              |              |              |  |
|  |             | Réka Luca Jani | Réka Luca Jani | 0           | 3           |  |  | 6            | Sofya Zhuk    | 6            | 5            | 2            |  |
|  |             | Varvara Flink  | 7              | 4           | 6           |  |  |              | Varvara Flink | 4            | 7            | 6            |  |
|  | 10          | Astra Sharma   | 5              | 6           | 3           |  |  |              |               |              |              |              |  |